# Papillocepheus tuberculatus
Papillocepheus tuberculatus är en kvalsterart som först beskrevs av Sandór Mahunka 1978.  Papillocepheus tuberculatus ingår i släktet Papillocepheus och familjen Tetracondylidae. Inga underarter finns listade i Catalogue of Life.